# Червона директива (Дискавері)
Червона директива (Red Directive) — п'ятдесят шостий епізод американського телевізійного серіалу «Зоряний шлях: Дискавері» та 1-й у п'ятому четвертому сезоні. Епізод написав Мішель Парадайз, режисер Олатунде Осунсанмі. Перший показ відбувся 4 квітня 2024 року.
У 32-му столітті капітану Майкл Бернем та екіпажу USS «Discovery» доктор Ковіч доручає надсекретну місію «червоної директиви» для дослідження 800-річного ромуланського наукового судна. Перш ніж дістатися туди, кур'єри Молл і Л'ак щось забирають із судна.

## Зміст
Корабель йде на варпі, Майкл Бернем схвильовано намагається виправити поломку. Сару зв'язується з нею щодо свого статусу. Вона використовує свій фазер, щоб прорізати шлях, варп-міхур корабля починає зникати, що спонукає Сару спробувати її врятувати.
є
За чотири години до того Бернем зібралася з Адірою Тал, Полом Стамецом, Г'ю Калбером і Сільвією Тіллі. Це святкування тисячоліття діяльності Федерації. Стамец у поганому настрої: Калбер розповідає, що вони припиняють програму спорового рушія через крадіжку Руонам Таркою прототипу пристрою під час кризи аномалії темної матерії та його знищення разом із кораблем Букера. Адіра намагається запевнити, що це просто означає — «Дискавері» тепер єдиний у своєму роді. Але Стамец воліє бути кимось іншим, ніж «науковим світилом». Бернем приголомшена згадкою про Букера, вона відкидає спогад й запевняє Стамеца — він зробить щось таке ж чудове. Незручність припиняється, коли Майкл просять зустрітися з високопоставленими особами.
Стамец шкодує, що згадав Клівленда Букера, а Тіллі нарікає — Бернем не спілкувалася з Буком місяцями. Калбер думає — вона щось приховує. Тіллі помічає когось здалеку й вибачається, виходячи. Після цього Стамец і Калбер вирішують піти. Сару танцює з Т'Ріною, яка розуміє, що у нього щось на думці. Сару розповідає, що президентка Лара Ріллак попросила його стати послом для коаліції менших планет, поки Федерація продовжує зцілюватися та розширюватися. Т'Ріна погоджується, оскільки планети знаходяться поблизу Толіанської республіки та Брінської імперії. Однак це означає, що Сару має залишити свою посаду в Зоряному Флоті. Він стурбований продовженням своїх стосунків з Т'Ріною. Бернем стикається з адміралом Венсом, який дає їй пристрій у формі нескінченності.
Бернем і Венс потрапляють у Безкінечну кімнату, де на них чекає Ковіч. Венс пояснює, що 800-річне наукове судно було виявлено на краю бета-квадранта, і їм потрібнен «Дискавері», щоб дослідити його. Бернем усвідомлює — їй навмисно говорять дуже мало, що змушує Ковіча розкрити, що це червона директива. На «Дискавері» збирають екіпаж і готують корабель до відходу. Бернем прибуває з Ковічем і розповідає всім подробиці, перш ніж стрибнути до місця розташування ромуланського наукового корабля.
На ромуланському кораблі дві фігури телепортуються всередину та мчать до місця призначення, відчиняючи двері до наукової лабораторії. Викравши кілька предметів, вони відкривають шоломи. Молл бачить, що прямує корабель USS «Антарес», а Л'ак вказує, що наближається інший корабель («Дискавері»). Він припускає, що у них є приблизно десяток хвилин, перш ніж вони прибудуть, і Молл виявить джерело шляху резервного живлення. Проте корабель прибув дуже швидко. Л'ак пропонує відступити, але Молл переконує продовжувати.
На «Дискавері», коли вони піднімають ромуланський корабель, Джоанн Овосекун зауважує, що було дві ознаки життя, які раптово зникли. Кейла Детмер вважає, що вони насправді замаскувалися. Бернем наказує Гену Рісу та Овосекун приєднатися, увімкнути фазери, але Ковіч каже, що цього може бути недостатньо. Бернем вважає, що це надмірно, але Ковіч чітко дає зрозуміти — бажає успіху місії будь-якими способами.
На ромуланському кораблі Бернем, Ріс і Овосекун оглядають наукову лабораторію. Ріс зауважує, що їхні цілі були там нещодавно. Вони досягають іншої кімнати, де виявляють труп ромуланця. Ріс знаходить сховище, з якого було вилучено маскувальний пристрій. Вони відкривають сховище і знаходять його порожнім. Бернем усвідомлює, що ромуланська технологія потребує багато часу для розшифровки, а Ріс розуміє — викрадачі все ще тут. Вони швидко повертаються і відкривають вогонь, змусивши Молл і Л'ака скинути масування. Вони ув'язнюють Ріса та Овосекун в дивному міхурі, змушуючи Бернем саму переслідувати їх.
Відбувається перестрілка, Бернем змінює фазерний пістолет на фазерну гвинтівку, щоб змусити їх зупинитися та спробувати поговорити. Однак вони підходять до Бернем з дивним пристроєм. Л'ак кидає його в Майкл, змушуючи маленьку чорну діру руйнувати корпус і запустити Бернем у відкритий космос, вона врятована тим, що її костюм змінився на скафандр. Вона зв'язується з Сару, щоб сказати йому — врятувати Ріса та Овосекун. Але коли помічає корабель злодіїв, вона летить до нього. Коли Майкл активує магнітні затискачі скафандра, корабель з'являється в полі зору та деформується.
У сьогоденні Бернем намагається використати свій фазер, щоб вимкнути їхні двигуни, коли в корабель потрапляє притягуючий промінь. Це «Антарес», капітаном якого є Рейнер, який зазначає, що Бернем стартувала без нього. Однак варп-бульбашка корабля швидко руйнується; Рейнер відмовляється відпустити корабель, і «Антарес» не може просто зупинити його, оскільки він не має новітньої технології варп-приводу. Сару наказує Детмер привести «Дискавері», щоб врятувати Бернем, але корабель починає руйнуватися, і Ковіч незадоволений. Однак Бернем і Рейнер сперечаються, оскільки Майкл хоче, щоб він кинув притягувальний промінь, або вони всі загинуть, а Рейнер відмовляється. Зрештою він поступився й скинув замок. Коли вони випадають із варпу, інший корабель викидає кілька зондів, перш ніж трансформуватися, а Бернем пливе назад до «Дискавері», телепортується на місток, і втомлено падає в крісло капітана.
Рейнер зв'язується з Бернем, повідомляючи, що це розгалуження тепер має 20 різних сигнатур деформації, щоб спробувати з'ясувати, яка з них справжня. Ковіч саркастично запитує, чи є в неї якась ідея. Коли споровий «Дискавері» стрибає на іншу планету, Бернем прибуває у вантажний відсік, де зустрічає знайоме обличчя — Букера.
Коли Бернем і Бук йдуть коридором, Майкл вітає Бука з роботою, яку він зробив для біженців від війни, і хоче переконатися, що він робить усе можливе, щоб компенсувати те, що сталося.
На брифінгу служби безпеки Рейнер розкриває їм особи Молл і Л'ака. Предметом, який вони вкрали, була ромуланська коробка-головоломка, про яку ніхто не знає, що всередині, і Ковіч відмовляється розкривати дані. Коли Ковіч просить Бука про допомогу, Букер легко вибирає правильний варп-слід, що веде до планети К'ма. Венс наказує Бернем та Рейнеру пробратися до К'мау, хоча ідея співпраці з Бернем не викликає у Рейнера захвату. Бернем каже Сару, що секретність цієї місії настільки дивна, що навіть Венс не в курсі. Сару вирішує, що найкраще зробити — це запитати когось поза командуванням «Дискавері».
В іншому місці Тіллі, яка явно звеселіла від андоріанського шампанського, розмовляє зі своїм супутником на різні теми. Оскільки вона планує просто сидіти склавши руки та переживати своє похмілля, Бернем телефонує з проханням про допомогу, але Тіллі каже, що не відмовиться.
На планеті Бернем і Бук телепортуються вниз, змушуючи Букера згадувати часи, коли вони були кур'єрами. Заходить Рейнер і помічає, що у них проблеми. В іншому місці торгового форпосту Молл і Л'ак пробираються до дому, який використовує сканер, щоб підтвердити їхню особу перед входом. Позбавлені зброї, вони зустрічаються з Фредом, андроїдом типу Сун. Вони пропонують різні предмети, закінчуючи коробкою-пазлом, яка дивує Фреда. З легкістю він розв'язує коробку-головоломку та відкриває її вміст: щоденник. Він швидко гортає його, але зупиняється й зосереджується на наборі сторінок із загадковим малюнком. Він пропонує три плитки латини, але Молл і Л'ак відмовляються, розуміючи, що він відреагував на зміст сторінки. Вони хочуть більше. Він відмовляється, а також відмовляється повертати речі, вимагаючи їх залишити.
Починається бійка. Фреду вдається привести в дію фазерний пістолет. Він стріляє в Молл, спонукаючи розлюченого Л'ака вистрелити у Фреда. Молл в порядку і добиває андроїда. Тим часом Бернем, Букер і Рейнер добираються до дому Фреда. Знайшовши тіло Фреда, Бернем пропонує триматися разом, але Рейнер швидко вибігає, пропонуючи розійтися. Після того, як Сару транспортує тіло Фреда, Букер і Бернем ретируються.
У медвідсіку Стамец і Калбер звертають увагу на Фреда і дивуються його інженерії. Навіть його диск пам'яті виготовлено на честь Алтана Суна. Однак компоненти настільки старі, що знадобиться час, аби отримати все, та спробувати витягти його, більш-менш намагаючись завантажити його пам'ять. Однак Стамец — поспішає отримати те, що йому потрібно.
На планеті Рейнер бачить Молл і Л'ака та повідомляє про це Бернем й Букеру. Вони прибувають швидко, що спонукає Рейнера запитати, як вони так швидко туди потрапили. Однак, коли вони сідають на власний піщаний раннер, Рейнер мчить попереду, розлютивши Бернем, перш ніж вони з Букером кинуться в погоню. Бернем, Бук і Рейнер переслідують кур'єрів. Рейнер випадково викликає піщану лавину, яка загрожує сусідньому місту. Бернем використовує щити на «Дискавері» та «Антаресі», щоб врятувати місто, дозволяючи Молл і Л'аку втекти.
Тіллі зайнята зломом бази даних Зоряного Флоту, коли вбігають двоє офіцерів безпеки, вимагаючи зупинитися. Входить Венс, змінюючи їх і переймаючи. Венс розуміє, що Бернем попросила її зробити це, і Тіллі відповідає, що вона цього не робила. Але їм потрібно знати, що такого неймовірного в восьмисотлітньому ромуланському кораблі. Венс погоджується, і вони готуються закінчити роботу. Вони показують голограму мертвого ромуланця Веллека, яка демонструє, що він знайшов щось дуже небезпечне, пошкоджене повідомлення, у якому згадуються загадкові підказки. І те, що все, що він написав, було в щоденнику. І що б це не було, не можна передати в чужі руки.
На планеті Рейнер, Букер і Бернем намагаються переслідувати Молл і Л'ака, перш ніж вони досягнуть свого корабля. Рейнер мчить попереду, але вони запізнюються, оскільки їхній корабель злітає та починає вогонь по переслідувачах. Букер розуміє, що вони планують йти в тунелі, що дратує Бернем, оскільки він вперше згадав про таке. Вони вважають, що «Дискавері» та «Антарес» можуть зустрітися та заблокувати їх. Майкл просить Овосекун сканувати, але вже впевнена — вони знають, який візьмуть, оскільки він заряджається. Сару каже, що Зора оцінює ймовірність лавини в 30 %, яка, як попереджає Ріс, знищить форпост. Бернем хоче, щоб її телепортували до нього, аби вона могла його обеззброїти, але Рейнер каже їй, що це знищить її, перш ніж вона навіть зможе витягнути свої голограми. Він наказує «Антаресу» націлитися і стріляти, але Бернем не хоче, щоб це сталося, оскільки вони перебувають на планеті, що не належить Федерації, і виконують секретне завдання.
«Антарес» стріляє та руйнує вхід у тунель, змушуючи корабель підтягнутися. Рейнер підбадьорюється, перш ніж Бернем каже йому, що вони заряджають фотонні торпеди, здивувавши Рейнера. Корабель викликає лавину, змушуючи групу повернутися назад і мчати. Зора зв'язується з Бернем і повідомляє, наскільки швидка і яка велика лавина; немає способу врятувати людей форпосту, транспортуючи їх вчасно. Намагаючись з'ясувати плани, Адіра пропонує кинути «Дискавері», щоб заблокувати його. Стамец каже, що цього недостатньо, але «Антаресу» пропонується допомогти. Вони мали б прибути одночасно, і це могло б спрацювати. Однак «Антарес» відмовляється, оскільки Рейнер наказує їм триматися курсу. Бернем змушує Рейнера зважати на людей, а не на кур'єрів, що змушує його віддати Бернем контроль.
Поки Бернем, Букер і Рейнер повертаються до міста, «Дискавері» та «Антарес» прибувають в атмосферу планети. Коли вони це роблять, то виявляють двох цивільних на шляху. Вони не можуть отримати транспортний замок, тому Бернем використовує їхні точні координати, щоб підібрати до того, як пройдуть повз них. Піднявши щити, два кораблі вгрузають у поверхню, блокуючи лавину корпусом і щитами. Форпост врятовано, а громадяни тішаться перемогою. Однак Молл і Л'ак тікають, розлютивши Рейнера, коли він телепортується на свій корабель. Бернем і Букер розмовляють і розуміють, що час, проведений окремо, змінив їх. Тіллі зв'язується з Майкл і розповідає — те, що вона дізналася, є божевіллям.
«Дискавері» повертається до космічного доку, швартуючись після прибуття. До Т'Ріни приєднується Сару, яка дізналася про те, що сталося. Сару зізнається Т'Ріні, що цей інцидент змусив його усвідомити свої смертність і стосунки. Наскільки «Дискавері» — це його дім і сім'я, Т'Ріна — це та багато іншого; він хоче прийняти пропозицію і бути з нею. Т'Ріна хоче закріпити їхні стосунки, Сару розуміє, що вона просить його одружитися з нею, на що він погоджується.
Прибувши до медвідсіку, Бернем зустрічається зі Стамецом і Калбером і хоче знати, що вони знайшли. Виявляється, вони добре переглянули журнал. Бернем розуміє, що одна зі сторінок показує супутники-близнюки в системі Вілін. Вона знає, що щось відбувається, і вирішує протистояти Ковічу.
У спустошеному світі Бернем протистоїть Ковічу, вимагаючи, щоб її поінформували. Він відмовляється — інформація секретна і існувала сотні років. Він розповідає, що планує замінити її у своїй спеціалізованій команді. Бернем переконує його — це означає, що команда готувалася стрибати на планети-близнюки протягом сотень років. Він знав, що Тіллі зламувала базу даних, і був радий, що Венс не зміг її зупинити. Виявляється, що планета є голограмою, і він починає розкривати передісторію того, що відбувається. Веллек був ромуланським вченим, який входив до групи вчених 24-го століття, у складі якої був капітан Жан-Люк Пікар, який виявив повідомлення від раси стародавніх інопланетян, відомих як Прародителі, які засіяли життя в галактиці. Веллек виявив машину, яка дозволила цьому статися, і Молл і Л'ак збираються її отримати. Кинувши їй пристрій у формі нескінченності, він каже Бернем, що найбільший скарб у Всесвіті знаходиться десь там, і чого вона чекає? Майкл пропонує вирушати.

## Сприйняття та відгуки
Станом на грудень 2024 року на сайті «IMDb» серія отримала 6.3 бала підтримки з можливих 10 при 2100 голосах користувачів.
В огляді для «Den of Geek» Лейсі Богер відзначила: «Остання подорож „Star Trek: Discovery“ вже на порозі, і це кінець епохи. Хоча й такої, яка, ймовірно, буде зустрінута багатьма різними емоціями. Однак, незалежно від того, як ви ставитеся до самого серіалу, „Дискавері“ повернув „Star Trek“ на телебачення після десятирічної відсутності та зіграв ключову роль у запуску великого всесвіту франшизи. Яким ми всі насолоджуємося сьогодні. Вже й за це ми щиро дякуємо. Проте також слід сказати, що „Дискавері“ не завжди був найпростішим для перегляду чи милування серіалом».
Для «Tor.com» Кейт ДеКандідо зазначено: «Початок п'ятого сезону „Зоряний шлях: Дискавері“ є унікальним з усіх боків. Але, мабуть, найбільш значним є те, що він визначає — одна й та сама особа буде командувати USS „Discovery“ другий сезон поспіль — чого не було раніше. Раніше був новий капітан щосезону: Лорка для 1 сезону, Пайк для 2-го, Сару для 3 сезону та Бернем для 4-го. Але Бернем все ще керує у 5 сезоні; і це свідчить про те, що — на цей раз — нічого не змінилося на „Discovery“. Тому, звичайно, це останній сезон. На превеликий жаль.»
В огляді «GamesRadar+» зазначено: «„Дискавері“, можливо, пішов далеко — далеко за межі будь-якої іншої точки франшизи після стрибка третього сезону в 32-му столітті. Але його останній сезон все ще знаходить час, щоб розкрити одну з найбільших, найстаріших таємниць у всесвіті Зоряного шляху. Отримавши Червону директиву (по суті, місію Зоряного флоту, яка має бути успішною за будь-яку ціну) під час прем'єри 5 сезону, Бернем виявляє, що вона шукає технології, які належать Прародителям. Можливо, важко впізнати цю назву, але шанувальники старовинного „Зоряного шляху“ точно знатимуть про древніх життєстворювачів. Вони складають основу епізоду „Погоні“ 1993 року „Зоряний шлях: Наступне покоління“. Жан-Люк Пікар розкриває, можливо, найбільшу таємницю, що залишилася у Всесвіті: звідки ми?»
В огляді «Screen Rant» зазначалося: «Є просте пояснення для шанувальників „Зоряного шляху“, які, можливо, дивуються — чому вони ніколи раніше не чули про Червону директиву. Вона є винаходом 5 сезону „Дискавері“. Безумовно, була незліченна кількість секретних місій Зоряного флоту з пріоритетом Один. Але Червона директива підносить секретність і терміновість на інший рівень. Червоні директиви також свідчать про те, наскільки різним є Зоряний флот в епоху 32-го століття „Star Trek: Discovery“, яка, безумовно, матиме інші протоколи після таких криз, як Темпоральні війни та Спал.»
На «Rotten Tomatoes» станом на грудень 2024 року відгуків ще нема.

## Знімались
| Актор               | Роль           |
| ------------------- | -------------- |
| Сонеква Мартін-Грін | Майкл Бернем   |
| Даг Джонс           | Сару           |
| Ентоні Репп         | Пол Стамец     |
| Мері Вайзман        | Сільвія Тіллі  |
| Вілсон Круз         | Гаг Калбер     |
| Блу дель Барріо     | Адіра          |
| Каллум Кіт Ренні    | Реннер         |
| Девід Аджала        | Клівленд Букер |
| Одед Фер            | Чарльз Венс    |
| Девід Кроненберг    | Ковіч          |
| Аннабель Волліс     | Зора           |
| Тара Рослінг        | Т'Ріна         |
| Ів Гарлов           | Мелінн         |
| Еліас Туфексіс      | Л'ак           |
| Емілі Коутс         | Кейла Детмер   |
| Патрік Квок-Чун     | Ріс            |
| Оїн Оладехо         | Джоан Овосекун |
| Орвілл Камінгс      | Крістофер      |